# II. Konstantin bolgár cár
II. Konstantin (1369 után – Belgrád, 1422. szeptember 17.) névleges bolgár cár.

## Élete
Édesapja Iván Szracimir bolgár cár, Iván Sándor bolgár cárnak és Baszarab Teodórának, I. Basarab havasalföldi fejedelem lányának a fia. Édesanyja, Baszarab Anna havasalföldi úrnő, Miklós Sándor havasalföldi fejedelemnek és Klára nevű feleségének volt a lánya.